# Rescue Special Ops
Rescue Special Ops è una serie televisiva australiana trasmessa dal 2009 al 2011, che narra le gesta e la vita di un gruppo speciale di paramedici.
È composta da tre stagioni, le prime due di 13 episodi ciascuna, la terza stagione invece ne conta 22. Il 31 luglio la Nine Network ha confermato che la serie non verrà rinnovata per una quarta stagione. È il remake della serie televisiva Polizia squadra soccorso, trasmessa negli anni 90.
Nella Svizzera italiana è stata trasmessa da RSI LA1, mentre in Italia è stata trasmessa su Rete4 e TOP Crime.

## Episodi
| Stagione         | Episodi | Prima TV Australia | Prima TV Italia |
| ---------------- | ------- | ------------------ | --------------- |
| Prima stagione   | 13      | 2009               | 2011            |
| Seconda stagione | 13      | 2010               | 2011            |
| Terza stagione   | 22      | 2011               | 2011            |